# 山王林道
山王林道（さんのうりんどう）は、現在の栃木県日光市に以前存在していた林道。現在では、奥日光光徳から群馬県片品村大清水を結ぶ奥鬼怒スーパー林道（林道奥鬼怒線）の中に吸収されているが、現在でも、光徳から川俣温泉までは山王林道と呼ばれる事が多い。奥鬼怒スーパー林道は区間により栃木県、日光市、群馬県により管理されているが、旧山王林道は総て栃木県管理区域に含まれている。

## 概要
鬼怒川最奥地の川俣、奥鬼怒から奥日光最奥地の戦場ヶ原、日光湯元温泉に向かうには、山王林道が無い場合、鬼怒川温泉、日光まで戻るか、霧降高原を越える必要があり3時間程度要する（山王林道の場合1時間程度）。以前はオフロードであり4WDが必要な道であったが、現在では全舗装された。しかし、特に治山碑（パーキングエリア、東屋がある）より川俣側の道は細く荒れており、すれ違い等ある程度の運転技術が必要である。また、台風等により道が崩れしばしば通行止めになり、開通時でも降水量に因り通行止めとなりゲートが閉じられるので注意が必要である。ゲートは光徳側は光徳園地の先、川俣側は分岐の噴水橋から少し先にある。
山王林道の名は、林道が越える山王峠〔北緯36度48分57秒 東経139度27分10秒 / 北緯36.81583度 東経139.45278度〕（1730M程度）からきており、川俣側が1000M程度で、光徳側が1400M程度なので、川俣側から向かう場合には、700M程度上り、300M程度下る事になる。

## 観光
山王峠付近の川俣側は、近年紅葉のメッカとして人気が高まっており、川俣側から向かって峠より西側にある山王帽子山、太郎山の山腹等、赤黄に染まる。標高が高いため、日光エリアでは最も早く、10月中旬から下旬には普段は閑散としている道も車で賑わう。また、紅葉の時期などには奥日光の日光－竜頭の滝間で渋滞するため抜け道として使われる場合もある。
山王峠の東側には大きな窪地となっており、林道は500M程窪地の縁を通っている。窪地には、流れ出る川のない切込湖、刈込湖があり湯元温泉から山王峠まで登山道が整備されているが、山王峠付近には駐車エリアがないため、湯元温泉か、登山道が国道に交わる部分に駐車エリアがあるためこちらから入る事になる。
川俣側の分岐となっている噴水橋付近には間欠泉があり数十分間隔（不定期）に噴泉が上がる。近くに観る為の東屋が整備されており足湯も設備されている。